# 1377-es busz
Az 1377-es jelzésű autóbuszvonal Miskolc és Szolnok (Miskolc – Mezőkövesd – Tiszafüred – Szolnok) között húzódó országos vonal, amelyet a Volánbusz Zrt. üzemeltet.

## Útvonala
A miskolci autóbusz-állomásról indul. A 3-as főúton kezdi el útját Mezőkövesd felé, odairányban a főúton, visszirányban a Csabai kapun és a Corvin utcán át közlekedik, melyek a város egyik jelentősebb csomópontjában, a miskolctapolcai elágazásnál érnek össze. Hejőcsaba és Görömböly városrészei mentén hagyja el a várost, párhuzamosan a Budapest–Sátoraljaújhely-vasútvonallal.
Első települése a Mályi-tóról híres Mályi, melyet másodikként Nyékládháza követ, itt ágazik le több, Tiszaújváros felé tartó busz is a 35-ös főúton. Aztán Emődön hajt keresztül a Bükkalja vidékén, majd Vatta községen, a Mátrai Erőműhöz közelítve az egyik bányájához közeli Bükkábrányt éri el. A vonal 45. kilométerén megy be első nevesebb településére, a Matyóföld fővárosába, Mezőkövesdre. Letér a főútról, áthajt a belvárosán, majd a 2023 decemberében átadott autóbusz-állomást is érinti. Utána déli irányban folytatja útját az Alföld és a Tisza-tó felé, keresztezi az M3-as autópályát, illetve egy megyehatárt is, előtte Egerlövőt és Borsodivánkát szolgálja ki. Elérkezik a Tisza-tavi Ökocentrum hazájába, Poroszlóra, melyet kettő megálló után a 33-as főúton el is hagy, mely a tavat elfelezi a közúti és a vasúti forgalommal. Ezzel szorosan a Tisza folyót is átszeli, melyen Tiszafüredre jut be. Először a vasútállomása melletti buszállomáson áll meg, majd a belvárosi Nemzeti Étterem nevezetű vendéglő mellett. A mára már megszüntetett Karcag–Tiszafüred-vasútvonal nyomvonalán Tiszaigarra és a vele szomszédos Tiszaörsre kanyarog, nemsokkal később Kunmadarasra, onnan Kunhegyes városába. Az Alföld közepét megcélozva Bánhalma és Kenderes is érintett, innentől a 4-es főút budapesti irányba közlekedik. Párhuzamosan a Budapest–Záhony-vasútvonallal Fegyvernek Szapárfalu településrészén gázol át, utolsó kilométereiben Törökszentmiklós buszállomására tér be, a Tisza kanyarulatai alatt Szajol településen áll meg.
Legvégül Jász-Nagykun-Szolnok megye megyeszékhelyére érkezik, Szolnok belvárosi autóbusz-állomására.

## Közlekedése
Indításai a hét minden napján történnek, egy miskolci jármű teljesíti a távot oda-vissza. A miskolci indítás hétvégén érintett Emőd északi, Bükkaranyos felé eső része is, míg hétköznap nem. A Szolnokról indult járat Miskolc déli, 304-es főút menti ipari parkjához kitérést tesz műszakváltás idejében.
Általában a napi fordát egy Neoplan Tourliner autóbusz teszi meg.
| Viszonylat                              | Indításszám | Közlekedési rend |
| --------------------------------------- | ----------- | ---------------- |
| Miskolc, aut. áll. – Szolnok, aut. áll. | 1 pár       | naponta          |

## Megállóhelyei
| 0                                       | Miskolc, autóbusz-állomás végállomás   | 0.0 km   | 1, 1G, 3, 3A, 4, 7, 11, 12G, 20, 20A, 24, 28, 32, 34G, 35, 43, 44, 45, 101B, 900, 914, 935 1050, 1053, 1369, 1370, 1372, 1373, 1374, 1375, 1376, 1380, 1381, 1383, 1384, 1410, 1411 3700, 3701, 3702, 3703, 3704, 3705, 3706, 3707, 3708, 3709, 3710, 3711, 3712, 3714, 3715, 3716, 3717, 3718, 3719, 3720, 3721, 3722, 3723, 3724, 3726, 3727, 3728, 3729, 3730, 3731, 3732, 3733, 3734, 3735, 3736, 3737, 3738, 3739, 3740, 3741, 3742, 3743, 3744, 3745, 3746, 3747, 3748, 3749, 3750, 3751, 3752, 3753, 3754, 3755, 3757, 3760, 3761, 3764, 3765, 3766, 3767, 3770, 3772, 3773, 3774, 3775, 3776, 3777, 4019 |
| 1                                       | Miskolc, Vörösmarty út (↓)             | 1.0 km   | 3A, 14G, 21, 21G, 24, 32, 35, 45, 901, Auchan 1 1050, 1369, 1370, 1372, 1375, 1376, 1380, 1381 3738, 3739, 3740, 3741, 3742, 3743, 3744, 3745, 3746, 3747, 3748, 3749, 3750, 3751, 3752, 4019 |
| ∫                                       | Miskolc, Corvin utca (↑)               | ∫        | 20, 28, 34, 35, 43, 44, Auchan 1 1369, 1370, 1372, 1376, 1410 3738, 3739, 3740, 3741, 3742, 3743, 3744, 3745, 3746, 3747, 3748, 3749, 3750, 3751, 3752, 4019 |
| 2                                       | Miskolc, Lévay József út (↓)           | 1.8 km   | 4, 30, 31, 32, 35G, 45 1369, 1370, 1381 3738, 3739, 3740, 3741, 3742, 3743, 3744, 3745, 3746, 3747, 3748, 3749, 3750, 3751, 3752, 4019 |
| ∫                                       | Miskolc, SZTK rendelő (↑)              | ∫        | 12, 14, 20, 20A, 24, 30, 31, 34, 36, 43, 44, 900, 914, 935 1369, 1370 3738, 3739, 3740, 3741, 3742, 3743, 3744, 3745, 3746, 3747, 3748, 3749, 3750, 3751, 3752, 4019 |
| 3                                       | Miskolctapolcai elágazás               | 3.2 km   | 4, 14, 20, 24, 30, 32, 34, 36, 43, 44, 45, 900, 914, 935 1050, 1369, 1370, 1372, 1373, 1374, 1375, 1376, 1380, 1381, 1410, 1411 3738, 3739, 3740, 3741, 3742, 3743, 3744, 3745, 3746, 3747, 3748, 3749, 3750, 3751, 3752, 4019 |
| 4                                       | Miskolc (Hejőcsaba), gyógyszertár      | 4.3 km   | 4, 14, 43, 44, 45, 900, 914 1381 3738, 3739, 3740, 3741, 3742, 3743, 3744, 3745, 3746, 3747, 3748, 3749, 3750, 3751, 3752, 4019 |
| 5                                       | Miskolc (Hejőcsaba), cementgyár        | 5.0 km   | 4, 14, 43, 44, 45, 900, 914 1381 3738, 3739, 3740, 3741, 3742, 3743, 3744, 3745, 3746, 3747, 3748, 3749, 3750, 3751, 3752, 4019 |
| 6                                       | Miskolc, Görömböly bejárati út (↓)     | 5.8 km   | 4, 43, 44, 53 1381 3738, 3739, 3740, 3741, 3742, 3743, 3744, 3745, 3746, 3747, 3748, 3749, 3750, 3751, 3752, 4019 |
| 7                                       | Miskolc, harsányi útelágazás           | 6.5 km   | 4, 43, 44, 53 1050, 1369, 1372, 1375, 1376, 1381 3738, 3739, 3740, 3741, 3742, 3743, 3744, 3745, 3746, 3747, 3748, 3749, 3750, 3751, 3752, 4019 |
| Naponta 1 alkalommal érintett.          |                                        |          | |
| ∫                                       | Miskolc, Déli Ipari Park               | ∫        | 43, 44, 45, 53 1381 3743, 3749, 3752, 4019 |
| 7                                       | Miskolc, harsányi útelágazás           | 6.5 km   | 4, 43, 44, 53 1050, 1369, 1372, 1375, 1376, 1381 3738, 3739, 3740, 3741, 3742, 3743, 3744, 3745, 3746, 3747, 3748, 3749, 3750, 3751, 3752, 4019 |
| 8                                       | Miskolci állami gazdaság               | 8.8 km   | 1381 3738, 3739, 3740, 3741, 3742, 3743, 3744, 3745, 3746, 3747, 3748, 3749, 3750, 4019 |
| 9                                       | Mályi, Agroker bejárati út             | 9.7 km   | 1370, 1381 3739, 3740, 3741, 3742, 3743, 3744, 3745, 3746, 3747, 3748, 3749, 3750, 4019 |
| 10                                      | Mályi, téglagyár                       | 10.3 km  | 1370, 1381 3739, 3740, 3741, 3742, 3743, 3744, 3745, 3746, 3747, 3748, 3749, 3750, 4019 |
| 11                                      | Mályi, bolt                            | 11.1 km  | 1050, 1369, 1370, 1372, 1376, 1380, 1381, 1410 3739, 3740, 3741, 3742, 3743, 3744, 3745, 3746, 3747, 3748, 3749, 3750, 4019 |
| 12                                      | Mályi, lakótelep                       | 11.8 km  | 1381 3738, 3739, 3740, 3741, 3742, 3743, 3744, 3745, 3746, 3747, 3748, 3749, 3750, 4019 |
| 13                                      | Nyékládháza, Szemere utca 53.          | 14.1 km  | 1050, 1369, 1370, 1372, 1376, 1380, 1381, 1410 3745, 3746, 3747, 3748, 3749, 3750, 4019 |
| 14                                      | Nyékládháza, Pótkerék Csárda           | 15.9 km  | 1381 3746, 3747, 3748, 3749, 3750, 4019 |
| 15                                      | Emőd, Adorjántanya bejárati út         | 18.5 km  | 1381 3746, 3747, 3748, 3749, 3750, 4019 |
| 16                                      | Emőd, ABC áruház                       | 20.8 km  | 1050, 1375, 1376, 1380, 1381 3746, 3747, 3748, 3749, 3750, 4019 |
| Munkanapokon 1 alkalommal nem érintett. |                                        |          | |
| 17                                      | Emőd, orvosi rendelő                   | 21.4 km  | 3748, 3749, 3750, 4019 |
| 18                                      | Emőd, autóbusz-váróterem               | 21.8 km  | 3748, 3749, 3750, 4019 |
| 19                                      | Emőd, autóbusz-forduló                 | 22.5 km  | 3748, 3749, 3750, 4019 |
| 20                                      | Emőd, autóbusz-váróterem               | 23.2 km  | 3748, 3749, 3750, 4019 |
| 21                                      | Emőd, orvosi rendelő                   | 23.6 km  | 3748, 3749, 3750, 4019 |
| 22                                      | Emőd, Bagolyvár Csárda                 | 25.0 km  | 1050, 1375, 1376, 1380, 1381 3746, 3747, 3748, 3749, 3750, 4019 |
| 23                                      | Vatta, Kossuth utca 30.                | 29.6 km  | 1050, 1375, 1376, 1380, 1381 3746, 3747, 3748, 3749, 3750, 4019 |
| 24                                      | Vatta, híd                             | 30.3 km  | 1050, 1375, 1376, 1380, 1381 3746, 3747, 3748, 3749, 3750, 4019 |
| 25                                      | Bükkábrány, bolt                       | 36.2 km  | 1050, 1375, 1376, 1380, 1381 3746, 3747, 3748, 3749, 4006, 4007, 4019, 4022 |
| 26                                      | Bükkábrány, Vörösmarty utca            | 36.9 km  | 1381 3746, 3747, 3749, 4006, 4007, 4019, 4022 |
| 27                                      | Mezőnyárád, felső                      | 38.5 km  | 1381 3746, 3747, 3749, 4006, 4007, 4019, 4022, 4026 |
| 28                                      | Mezőnyárád, posta                      | 39.0 km  | 1050, 1380, 1381 3746, 3747, 3749, 4006, 4007, 4019, 4022, 4026 |
| 29                                      | Mezőnyárád, kultúrház                  | 39.9 km  | 1381 3746, 3747, 3749, 4006, 4007, 4019, 4022, 4026 |
| 30                                      | Mezőnyárád, temető                     | 40.5 km  | 1050, 1380, 1381 3746, 3747, 3749, 4006, 4007, 4008, 4009, 4019, 4021, 4022, 4026, 4030 |
| 31                                      | Tardi elágazás                         | 43.4 km  | 1381 3746, 3749, 4001, 4006, 4007, 4008, 4009, 4021, 4022, 4026, 4030 |
| 32                                      | Klementina bejárati út                 | 44.7 km  | 1381 3746, 3749, 4001, 4006, 4007, 4008, 4009, 4021, 4022, 4026, 4030 |
| 33                                      | Mezőkövesd, transzformátor állomás     | 47.3 km  | 1381 3746, 3749, 4001, 4006, 4007, 4008, 4009, 4021, 4022, 4026, 4030 |
| 34                                      | Mezőkövesd, gimnázium                  | 48.9 km  | 1, 2, 2B, 3 1050, 1375, 1376, 1380, 1381 3416, 3746, 3749, 4001, 4006, 4007, 4008, 4009, 4013, 4017, 4018, 4019, 4021, 4022, 4023, 4026, 4030 |
| 35                                      | Mezőkövesd, Szent László tér           | 49.5 km  | 1, 2, 2B, 3 1050, 1380, 1381 3416, 3746, 3749, 4001, 4006, 4007, 4008, 4009, 4013, 4017, 4018, 4019, 4021, 4022, 4023, 4026, 4030 |
| 36                                      | Mezőkövesd, Mátyás király út           | 49.8 km  | 1, 2, 2B, 3 1050, 1375, 1376, 1380, 1381 3416, 3746, 3749, 4001, 4006, 4007, 4008, 4009, 4013, 4017, 4018, 4019, 4021, 4022, 4023, 4026, 4030 |
| 37                                      | Mezőkövesd, SZTK rendelőintézet        | 50.1 km  | 1, 2B, 3 1344, 1375, 1426, 1427, 1447, 1448, 1468 3406, 3416, 3418, 3419, 3749, 4001, 4006, 4007, 4008, 4009, 4010, 4011, 4013, 4014, 4015, 4016, 4017, 4019, 4023, 4026, 4030, 4157 |
| 38                                      | Mezőkövesd, autóbusz-állomás           | 51.5 km  | 1, 2B, 3 1344, 1375, 1426, 1427, 1428, 1447, 1448, 1468 3406, 3416, 3418, 3419, 3749, 4001, 4006, 4007, 4008, 4010, 4014, 4015, 4016, 4017, 4019, 4023, 4026, 4030, 4157 IC, személyvonat – Mezőkövesd [80.] |
| 39                                      | Egerlövő, autóbusz-váróterem           | 62.0 km  | 1344, 1375, 1447, 1448, 1468 4010, 4011 |
| 40                                      | Borsodivánka, autóbusz-váróterem       | 66.0 km  | 1344, 1375, 1447, 1448, 1468 4010, 4011 |
| 41                                      | Poroszló, posta                        | 72.8 km  | 1344, 1375, 1447, 1448, 1468 3431, 3432 |
| 42                                      | Poroszló, Ökocentrum                   | 73.5 km  | 1068, 1343, 1344, 1375, 1447, 1448, 1468 3431, 3562 |
| 43                                      | Tiszafüred, autóbusz-állomás           | 82.5 km  | 1 1068, 1075, 1301, 1343, 1344, 1375, 1447, 1448, 1468, 1516 3431, 3561, 3562, 4487, 4608, 4609, 4613, 4614, 4701, 4702, 4753, 4755, 4757, 4760 személyvonat, vonatpótló – Tiszafüred [103/108.] |
| 44                                      | Tiszafüred, Nemzeti Étterem            | 84.3 km  | 1069, 1075, 1343, 1344, 1375, 1447, 1468, 1516 3561, 4487, 4608, 4609, 4613, 4614, 4701, 4702, 4753, 4755, 4757, 4760 vonatpótló – Tiszafüred-Gyártelep [103.] |
| 45                                      | Tiszaigar, posta                       | 94.1 km  | 1375, 1468 4608, 4614, 4702, 4755 |
| 46                                      | Tiszaörs, autóbusz-váróterem           | 98.1 km  | 1375, 1468 4608, 4614, 4702, 4755 |
| 47                                      | Tiszaörs, fürdői elágazás              | 101.1 km | 1468 4614, 4702 |
| 48                                      | Kunmadaras, községháza                 | 107.7 km | 1066, 1375, 1443, 1468 4608, 4614, 4616, 4700, 4701, 4702, 4730 vonatpótló – Kunmadaras [103.] |
| 49                                      | Lászlómajor, szövetkezeti bolt         | 114.2 km | 1468 4614, 4616, 4730 |
| 50                                      | Kút                                    | 117.5 km | 1468 4614, 4616, 4730 |
| 51                                      | Kunhegyes, strandfürdő                 | 120.4 km | 1468 4614, 4616, 4730 személyvonat – Előhát [102.] |
| 52                                      | Kunhegyes, autóbusz-állomás            | 122.6 km | 1066, 1346, 1443, 1468, 1516 4608, 4609, 4614, 4616, 4720, 4730, 4757, 4760 |
| 53                                      | Bánhalma, szövetkezeti bolt            | 130.6 km | 1346, 1468, 1516 4614, 4720 |
| 54                                      | Kenderes, autóbusz-váróterem           | 139.4 km | 1346, 1468, 1516 4609, 4614, 4619, 4720 |
| 55                                      | Fegyvernek (Szapárfalu), közösségi ház | 151.6 km | 1468 4608, 4609, 4612, 4613, 4614, 4616, 4619, 5206 |
| 56                                      | Törökszentmiklós, autóbusz-állomás     | 162.1 km | 1468 4608, 4609, 4610, 4611, 4612, 4613, 4614, 4616, 4617, 4618, 4619, 4780, 4790, 4791, 4792, 4794, 4795, 4796, 5206 |
| 57                                      | Törökszentmiklós, Pánthy Endre út      | 163.2 km | 1468 4608, 4609, 4610, 4611, 4612, 4613, 4614, 4616, 4617, 4618, 4619, 4790, 4791, 4796 |
| 58                                      | Szajol, újtelep                        | 172.0 km | 1468 4607, 4609, 4610, 4611, 4612, 4613, 4614, 4616, 4617, 4618, 4619, 5206 |
| 59                                      | Szolnok, autóbusz-állomás végállomás   | 182.0 km | 3, 10, 10A, 12, 12A, 15, 20, 21, 21A, 22, 22A, 23, 23A, 24, 24A, 25, 25A, 32, 33, 35, 36, 44 1077, 1464, 1466, 1468, 1469, 1515, 1517, 1518 532, 533, 534, 538, 553, 3617, 4600, 4601, 4602, 4603, 4605, 4606, 4607, 4608, 4609, 4610, 4611, 4612, 4613, 4614, 4616, 4617, 4618, 4619, 4620, 4621, 4622, 4623, 4630, 4632 |